# Planinsko društvo Škofja Loka
Planinsko društvo Škofja Loka je slovensko planinsko društvo, ki je bilo ustanovljeno leta 1907.
Je član Planinske zveze Slovenije in ima v lasti planinski dom na Lubniku (1025 m) in planinsko kočo na Blegošu (1391 m).

## Zgodovina društva
Škofjeloški ljubitelji planin so se že pred uradno ustanovitvijo Planinskega društva Škofja Loka povezovali s podružnicami Slovenskega planinskega društva (v nadaljevanju SPD), ki je bilo ustanovljeno leta 1893. Najpogosteje so sodelovali z ljubljansko in kranjsko podružnico ter podružnico v Radovljici. Planinsko društvo Škofja Loka je bilo ustanovljeno 24. januarja 1907, ko so se planinci iz Selške doline zbrali na ustanovnem zborovanju na Češnjici in oblikovali podružnico SPD za škofjeloški sodni okraj. Uradno je bila podružnica potrjena na ustanovnem občnem zboru 21. maja istega leta. Prvi načelnik društva je postal takratni dražgoški župnik Anton Pfajfar. Leta 1929 so sedež podružnice premestili v Škofjo Loko in jo preimenovali – sprva v Škofjeloško podružnico SPD, po koncu 2. svetovne vojne, leta 1946, pa v Planinsko društvo (v nadaljevanju PD) Škofja Loka. Tako ime nosi še danes. Njihov prvotni cilj je bil povečati članstvo, označiti planinske poti in postaviti smerokaze, kasneje pa tudi zgraditi planinske koče. Po preselitvi sedeža podružnice leta 1929 so začeli načrtovati gradnjo koče na Lubniku, ki so jo dokončali in odprli leta 1932.  Leta 1936 je bil v založbi društva izdan prvi zemljevid Škofjeloškega pogorja.

## Dosedanji predsedniki PD Škofja Loka
- Anton Pfajfar (1907−1929)
- dr. Fran Jerala (1929−1931)
- dr. Rudolf Andrejka (1931−1932)
- Franc Dolenc (1932−1937)
- Feliks Hafner (1937−1939)
- Srečko Šabec (1939−1940)
- Tine Oman (1946−1962)
- Miloš Mrak (1962−1979)
- Janko Oblak (1979−1981)
- Silvo Čadež (1987−1991)
- Jože Stanonik (1981−1987 in 1991−2015)
- Janez Pintar (2015–danes)[4]

## Organi društva
Upravni odbor:
- Janez Pintar, predsednik PD
- Doris Kužel, podpredsednica, načelnica odbora mentorjev mladinskih skupin v osnovnih šolah
- Alenka Jelenc, načelnica odseka za varstvo gorske narave
- Slavko Bašelj, načelnik komisije za Loško planinsko pot
- Matjaž Čepin, načelnik gospodarske komisije
- Alenka Žagar, načelnica turno kolesarskega odseka
- Miha Zakotnik, načelnik markacijskega odseka
- Brane Matthias, načelnik odbora Kluba Lubnikarjev
- Stane Pintar, načelnik Odbora Blegoških korenin
- Janez Zidar, načelnik vodniškega odseka
- Iris Todorovič, načelnik odbora spominskega pohoda po poti Cankarjevega bataljona v Dražgoše
- Marta Bašelj, članica
- Ivanka Dolenc, članica
- Roman Jelenc, član

Nadzorni odbor:
- Jože Stanonik, predsednik
- Lidija Luževič, članica
- Vera Šmid, članica

Častno sodišče:
- Miroslava Kofler, članica
- Dana Mohar, članica
- Irena Pečavar Čarman, članica[5]

## Članstvo
Prvo leto po ustanovitvi je podružnica štela le 17 članov. Članstvo se je nato iz leta v leto povečevalo – leta 1923 jih je bilo že 191. Leta 1932 je sledil občuten upad (le 59 članov), kar je sovpadalo z obdobjem intenzivnih prizadevanj za izgradnjo koče na Ratitovcu. Takrat so za različna gradbena dela nujno potrebovali pomoč velikega števila članov. Po končani gradnji so se pojavile težave z odplačevanjem dolgov, zaradi česar članom niso več namenjali tolikšne pozornosti, kar bi lahko bil razlog za nenaden padec. Možno je tudi, da odbor po končani gradnji preprosto ni več videl potrebe po tolikšnem članstvu. Na nihanje članstva je delno vplivala tudi gospodarska kriza. Po drugi svetovni vojni je število članov hitro raslo – leta 1946 jih je bilo 88, leta 1950 pa že kar 762. Rast se je nadaljevala vse do leta 1985, ko je društvo doseglo največje število članov, in sicer 1.618. Nato je sledilo postopno zmanjševanje. Leta 2016 je imelo PD Škofja Loka 862 članov, od tega 297 mladih in 565 odraslih. Leta 2011 je bilo društvo vpisano v Register prostovoljnih organizacij (njegovi člani vsako leto opravijo med 3000 in 4000 ur prostovoljstva).
Vsi člani PD plačujejo članarino, ki je odvisna od vrste članstva oz. kategorije:
- kategorija A (člani z najširšim naborom ugodnosti),
- kategorija B (polnoletne osebe z osnovnim naborom ugodnosti),
- kategorija B1 (osebe, starejše od 65 let, z osnovnim naborom ugodnosti),
- kategorija S+Š (srednješolci ali osebe s statusom študenta do 26. leta),
- kategorija P+O (predšolski in osnovnošolski otroci) in
- kategorija OPP (osebe s posebnimi potrebami).[8]

## Častni člani PD Škofja Loka
Posebne zasluge za obstoj in razvoj PD Škofja Loka imajo Jože Čadež, Tine Oman, Lovro Planina, Miloš Mrak, Janko Oblak, Savo Šink in Jože Stanonik. Njim je bil na občnih zborih s strani upravnega odbora podeljen status častnega člana.

## Odseki, komisije, odbori
V PD Škofja Loka delujejo različni  odseki, komisije, odbori in planinske skupine. To so: 
- vodniški odsek (organizira in vodi planinske izlete in pohode, prilagojene različnim starostnim skupinam),
- markacijski odsek (označuje, ureja in vzdržuje planinskih poti na škofjeloškem območju),
- odsek varstva gorske narave (ozavešča obiskovalce hribov o gorniških veščinah, varnosti v gorah in prvi pomoči),
- mladinski odsek (ustanovljen je bil leta 1956 in velja za enega prvih v Sloveniji, deluje na osnovnih šolah Ivana Groharja, Cvetka Golarja in Škofja Loka-Mesto),
- gospodarski odsek (skrbi za dobro oskrbo in vzdrževanje planinskih postojank),
- odbor pohoda s Pasje ravni v Dražgoše (organizira in vodi zimski spominski pohod po poti Cankarjevega bataljona),
- odbor Kluba Lubnikarjev,
- odbor Blegoških korenin (evidentira in potrjuje opravljene pohode na Blegoš),
- komisija za Loško planinsko pot (evidentira in potrjuje opravljene pohode po Loški planinski poti) ter
- planinske skupine v Termo in Unitechu, sodelujejo z Društvom upokojencev in skupino za rehabilitacijo Društva Projekt – človek (skrbijo za aktivno življenje najstarejših članov).[10]

## Vodniki Planinske zveze Slovenije pri PD Škofja Loka
- Janez Zidar (načelnik vodniškega odseka)
- Slavko Bašelj
- Ivanka Dolenc
- Dragica Gartner
- Roman Jelenc
- Franjo Koprek
- Rok Košir
- Doris Kužel
- Iztok Kužel
- Slavica Laznik
- Mateja Mohorič
- Nina Oman
- Matjaž Peternelj
- Nataša Simjanov
- Jože Stanonik
- Franci Tavčar
- Iris Todorovič
- Branko Velkavrh[11]

## Postojanke in vrhovi
Planinsko društvo Škofja Loka upravlja tudi dve planinski postojanki in vrhova: Dom na Lubniku in Kočo na Blegošu. 

### Dom naLubniku(1025 m)
Škofjeloška podružnica SPD je prvo kočo na Lubniku postavila leta 1932. Da bi preprečili nemško zasedbo, so jo partizani 1. maja 1943 požgali. Po koncu vojne so odstranili ruševine in pripravili teren za gradnjo nove, večje koče. Graditi so jo začeli leta 1949, zaključili 29. novembra 1952, uradno pa odprli 24. maja 1953. Dom na Lubniku je 12. decembra 1954 dobil telefonsko povezavo, 4. julija 1958 pa še elektriko. Pri napeljavi telefona in elektrovoda so pomagali vojaki in starešine loške vojašnice. Da bi olajšali oskrbovanje doma, so leta 1987 postavili tovorno žičnico. Maja 2003 so prenovili sanitarije in točilni pult, julija 2006 pa obnovili streho in zamenjali kritino. Obnova se je nadaljevala tudi v naslednjih letih – leta 2008 so popolnoma prenovili kuhinjo, dve leti kasneje pa še preostale prostore: renovirali so spalne prostore, restavracijski prostor, celotno pohištvo, električne napeljave, odtoke, kanale, izravnali stene, vgradili izolacijo. Januarja 2018 je PZS planinskemu domu podelila certifikat Okolju prijazna koča.

#### Klub Lubnikarjev
Klub Lubnikarjev je od leta 1975 posebnost loškega planinskega društva. Ustanovila ga je skupina planincev, ki je pogosto obiskovala Lubnik. Glavna naloga kluba je spodbujanje planinarjenja in skrb za vzdrževanje Doma na Lubniku, kjer člani kluba pozimi opravljajo tudi dežurstva. Včlanitev v klub in članstvo sta prostovoljna in brezplačna. Član lahko postane vsak, ki se v času lubnikarske sezone, tj. od začetka septembra do konca avgusta naslednjega leta, povzpne na vrh Lubnika vsaj 15-krat. Ob vsakem vzponu se vpiše v posebno knjigo Kluba Lubnikarjev, po izpolnitvi pogojev pa mu občinski zbor izda člansko izkaznico. Število članov se vsako leto povečuje – leta 1976 jih je bilo 73, danes jih je že 452.
Vsako leto konec septembra najbolj zvestim članom podelijo tudi nagrade in priznanja. Za 2-letno članstvo v klubu se podeljuje bronasta značka, za 4-letno srebrna, za 6-letno zlata, za 10-letno posebna diploma, za 20-, 30- in 40-letno članstvo pa posebno priznanje. Simbolične nagrade prejmejo tudi člani, mlajši od 15 let, ter najstarejša ženska in moški z največ opravljenimi vzponi v tistem letu. Največje število vzponov je v več kot dvajsetih letih dosegla Ivanka Pivk, ki se je na Lubnik povzpela kar 8000-krat.
Vodstvo kluba sestavlja upravni odbor, katerega trenutni člani so: 
- Branko M. Mattias (načelnik),
- Igor Oblak (član),
- Alma Gaber (članica),
- Nataša Kokalj (članica),
- Samo Jenko (član),
- Jakob Šturm (član) in
- Maja Ravnikar (članica).

Od leta 2007 je načelnik kluba Lubnikarjev Branko M. Mattias. Njegovi predhodniki in predhodnice so bili: 
- Franc Poljanec (1975–1979),
- Drago Novak (1979–1980),
- Luciano De Franceski (1980–1981),
- Slavko Božnar (1981–1984),
- Matevž Prevodnik (1984–1986),
- Tone Mulej (1986–1991) in
- Milka Kolman (1991–2007).[17]

### Koča naBlegošu(1391 m)
Koča na Blegošu, ki jo upravlja PD Škofja Loka, stoji na grebenu med Poljansko in Selško dolino. Odprta je bila 18. septembra 1977, že leta 1982 pa so jo dodelali in povečali. Septembra 2003 so v koči napeljali elektriko prek visokonapetostnega voda ter ob njej postavili transformatorsko postajo. Junija 2006 so pridobili še vodno zajetje, 950 metrov vodovoda in čistilno napravo. Januarja 2013 je koča prejela naziv Okolju prijazna koča, leto kasneje, januarja 2014, pa ji je Upravni odbor PZS podelil certifikat Družinam prijazna koča.

## Okoljevarstvena dejavnost
Poleg organiziranja pohodov in izletov se Planinsko društvo Škofja Loka ukvarja tudi z varstvom narave. Člani sodelujejo pri različnih projektih, povezanih z ohranjanjem gorskega okolja, odstranjevanjem invazivnih rastlin in organiziranjem čistilnih akcij. S tem skrbijo za naravno dediščino Škofjeloškega hribovja in ozaveščajo javnost o pomenu varstva okolja.